# Moenkhausia cosmops
Moenkhausia cosmops és una espècie de peix de la família dels caràcids i de l'ordre dels caraciformes.

## Morfologia
- Els mascles poden assolir 4,8 cm de llargària total.
- Nombre de vèrtebres: 28-30.[4][5]

## Alimentació
Menja insectes (principalment formigues), algues i d'altres matèries vegetals.

## Hàbitat
Viu a àrees de clima tropical.

## Distribució geogràfica
Es troba a Sud-amèrica: afluents del riu Sepotuba (conca del riu Paraguai) i del riu Juruena (conca del riu Tapajós) al Brasil.